# بازی‌های آسیایی ۱۹۶۶
بازی‌های آسیایی ۱۹۶۶ (به تایلندی: ۲۵۰۹ เอเชียนเกมส์)، که با عنوان آسیاد V هم شناخته می‌شود، یک رویداد چند ورزشی بود که از ۹ تا ۲۰ دسامبر سال ۱۹۶۶ در بانکوک، تایلند برگزار شد. در کل ۱۴۲ رویداد در ۱۶ رشته ورزشی توسط ورزشکاران در طول بازی‌ها به چالش کشیده شد. تایوان و اسرائیل به بازی‌های آسیایی بازگشتند و این تصمیم، برخلاف تصمیم اتخاذ شده اندونزی در رقابت‌های آسیاد قبلی بود که این دو کشور را از حضور در مسابقات محروم کرده بود. در کل ۲۵۰۰ ورزشکار و مسئول، از ۱۸ کشور آسیایی در پنجمین دوره بازی‌های آسیایی حضور داشتند. پنجمین دوره بازی‌های آسیاد، اولین دوره‌ای بود که در آن والیبال بانوان حضور داشت.

## ورزشگاه‌ها

### مجموعه ورزشی ملی
- ورزشگاه سوپاچالاسای (مراسم افتتاحیه و اختتامیه، دو و میدانی و فوتبال)
- سالن ورزشی چاتانایینگ‌یونگ (والیبال)
- ورزشگاه دپات‌سادین (هاکی)
- ورزشگاه سرپوشیده نیمیبوتر (بسکتبال)
- ورزشگاه تنیس (تنیس)

استخر شنای ویسوتاروم (شیرجه، شنا)

### مجموعه ورزشی اداره ورزش تایلند (هوآ مارک)
- ورزشگاه سرپوشیده (ورزشگاه سرپوشیده کیتیکاچورن) (بدمینتون و بوکس)
- منطقه تیراندازی (تیراندازی)
- ولدروم (دوچرخه‌سواری)

### مجموعه ورزشی دانشگاه چولالونگ‌کورن
- ورزشگاه چولا (فوتبال)
- تالار اتحادیه دانشجویان چولا (تنیس روی میز)
- ورزشگاه شنا چولا (واترپولو)

### دانشگاه تاماسات (مرکز تاپراچان)
- سالن تیماسات (والیبال)

### دیگر محل‌های برگزاری بازی‌ها در بانکوک
- سالن فرهنگی (وزنه‌برداری)
- سالن باغ آمپورن (کشتی)

## کشورهای شرکت‌کننده
| - افغانستان - میانمار - سیلان - هنگ کنگ - هند - اندونزی - ایران - اسرائیل - ژاپن | - مالزی - نپال - پاکستان - فیلیپین - چین - سنگاپور - کره جنوبی - ویتنام جنوبی - تایلند |

## ورزش‌ها
| - دو و میدانی - بدمینتون - بسکتبال - بوکس - دوچرخه‌سواری - شیرجه | - هاکی روی چمن - فوتبال - تیراندازی - شنا - تنیس روی میز | - تنیس - والیبال - واترپلو - وزنه‌برداری - کشتی |  |

## جدول مدال‌ها
ژاپن برای پنجمین بار پیاپی در صدر جدول مدال‌ها جا خوش کرد و آن‌ها رکورد جدید کسب بیشترین مدال‌های طلا را در یک دوره از بازی‌های آسیایی از سال ۱۹۶۲ در جاکارتا کسب کردند. در جدول زیر نام کمیته‌های ملی المپیک مدال‌آور این دوره همراه با نمایش تعداد مدال‌هایشان آمده‌است. کشور میزبان تایلند، به صورت برجسته مشخص شده‌است.
  *   کشور میزبان (تایلند)
| رتبه            | کشور               | طلا | نقره | برنز | مجموع |
| --------------- | ------------------ | --- | ---- | ---- | ----- |
| ۱               | ژاپن (JPN)         | ۷۸  | ۵۳   | ۳۳   | ۱۶۴   |
| ۲               | کره جنوبی (KOR)    | ۱۲  | ۱۸   | ۲۱   | ۵۱    |
| ۳               | تایلند (THA)*      | ۱۲  | ۱۴   | ۱۱   | ۳۷    |
| ۴               | مالزی (MAS)        | ۷   | ۵    | ۶    | ۱۸    |
| ۵               | هند (IND)          | ۷   | ۳    | ۱۱   | ۲۱    |
| ۶               | ایران (IRI)        | ۶   | ۸    | ۱۷   | ۳۱    |
| ۷               | اندونزی (INA)      | ۵   | ۵    | ۱۲   | ۲۲    |
| ۸               | چین (ROC)          | ۵   | ۴    | ۱۰   | ۱۹    |
| ۹               | اسرائیل (ISR)      | ۳   | ۵    | ۳    | ۱۱    |
| ۱۰              | فیلیپین (PHI)      | ۲   | ۱۵   | ۲۵   | ۴۲    |
| ۱۱              | پاکستان (PAK)      | ۲   | ۴    | ۲    | ۸     |
| ۱۲              | میانمار (BIR)      | ۱   | ۰    | ۴    | ۵     |
| ۱۳              | سنگاپور (SGP)      | ۰   | ۵    | ۷    | ۱۲    |
| ۱۴              | ویتنام جنوبی (VNM) | ۰   | ۱    | ۱    | ۲     |
| ۱۵              | سیلان (CEY)        | ۰   | ۰    | ۶    | ۶     |
| ۱۶              | هنگ کنگ (HKG)      | ۰   | ۰    | ۱    | ۱     |
| مجموع (۱۶ کشور) | مجموع (۱۶ کشور)    | ۱۴۰ | ۱۴۰  | ۱۷۰  | ۴۵۰   |